# Puy-Saint-Eusèbe
Puy-Saint-Eusèbe là một xã của tỉnh Hautes-Alpes, thuộc vùng Provence-Alpes-Côte d’Azur, đông nam nước Pháp.